# Agatangelo da Vendôme
Agatangelo da Vendôme, al secolo François Noury (Vendôme, 31 luglio 1598 – Gondar, 7 agosto 1638), è stato un presbitero e missionario francese appartenente all'Ordine dei frati minori cappuccini, martire in Etiopia assieme a Cassiano da Nantes; è stato beatificato da papa Pio X nel 1905.

## Biografia
Entrato nei frati cappuccini nel 1618: dopo il noviziato a Le Mans, completò la sua formazione nei conventi di Poitiers e Rennes e fu ordinato prete nel 1625.
Nel 1628 fu assegnato alle missioni di Levante: svolse il suo ministero ad Aleppo e poi (dal 1633) in Egitto, dove conobbe Cassiano da Nantes.
Nel tentativo di riunire i cristiani copti alla Chiesa di Roma, nel 1638 raggiunse con padre Cassiano l'Etiopia, ma vennero catturati e lapidati a Gondar.

## Culto
La causa di beatificazione, promossa da Guglielmo Massaia, fu introdotta nel 1887; il 27 aprile 1904 papa Pio X riconobbe l'autenticità del suo martirio e il 1º gennaio 1905 lo proclamò beato.
Il suo elogio si legge nel Martirologio romano al 7 agosto: